# Allen Henry Vigneron
Allen Henry Vigneron, né le 21 octobre 1948 à Mount Clemens dans le Michigan aux États-Unis), est un évêque américain, archevêque de Détroit de janvier 2009 à février 2025.

## Biographie
Allen Vigneron, d'ascendance française par son père et allemande par sa mère, effectue ses études au séminaire du Sacré-Cœur de Détroit puis à l'université pontificale grégorienne de Rome. Il est ordonné prêtre pour le diocèse de Détroit le 26 juillet 1975 par le cardinal John Francis Dearden alors archevêque de Détroit.

### Prêtre
Ses premières années de sacerdoce se partagent entre des fonctions pastorales dans le diocèse de Détroit et la poursuite de ses études à Rome puis à l'Université catholique d'Amérique à Washington où il obtient un doctorat en 1987 en soutenant une thèse sur Edmund Husserl.
À partir de 1985, il est également professeur au séminaire de Détroit.
En 1991 il est appelé à la Curie romaine où il sert comme official à la secrétairerie d'État jusqu'en 1994 date à laquelle il rentre à Détroit pour devenir recteur du séminaire diocésain.

### Évêque
Il conserve cette fonction lorsque le 12 juin 1996, le pape Jean-Paul II le nomme évêque titulaire de Sault-Sainte-Marie-en-Michigan (de) et évêque auxiliaire de Détroit. Il reçoit la consécration épiscopale le 9 juillet suivant, des mains du cardinal Adam Joseph Maida, archevêque de Détroit.
Le 10 janvier 2003, il est nommé évêque coadjuteur d'Oakland en Californie. Il succède le 1er octobre suivant à Mgr Cummins sur le siège épiscopal.
Le pape Benoît XVI le nomme archevêque de Détroit le 5 janvier 2009 où il succède au cardinal Maida.
Il remplace également le cardinal Maida comme supérieur de la Mission sui juris des îles Caïmans dans les Caraïbes.
Le 11 février 2025, le pape François accepte sa démission de ses fonctions d'archevêque de Détroit pour raison d'âge.

## Source
- (en) Cet article est partiellement ou en totalité issu de l’article de Wikipédia en anglais intitulé « Allen Henry Vigneron » (voir la liste des auteurs).